# 936 км (роз'їзд)
936 кіломе́тр — залізничний роз'їзд Шевченківської дирекції Одеської залізниці.
Розташований неподалік від села Червоне Смілянський район Черкаської області на лінії Імені Тараса Шевченка — Помічна між станціями Імені Тараса Шевченка (15 км) та Сердюківка (6 км).
Станом на січень 2020 року щодня дві пари дизель-потягів прямують за напрямком Імені Тараса Шевченка — Помічна/Виска, проте не зупиняються.